# Maurice Peeters
Mauritius Prosper ("Maurice") Peeters (né le 5 mai 1882 à Anvers et mort le 6 décembre 1957 à Leidschendam) est un coureur cycliste néerlandais.

## Biographie
Maurice Peeters est né à Anvers mais grandit à La Haye. Il ne fait ses débuts au cyclisme qu'à l'âge de 34 ans.
Il connaît ses plus grands succès en 1920. Aux Jeux olympiques de 1920 à Anvers, il devient le premier champion olympiques néerlandais en cyclisme. Dans l'épreuve de vitesse individuelle, il bat deux britanniques en finale. Cette année-là, il remporte également le championnat du monde amateur et le Grand Prix de Paris.
Quatre ans plus tard, aux Jeux olympiques de Paris, il atteint la finale en tandem avec Gerard Bosch van Drakestein. Ils obtiennent la médaille de bronze.

## Palmarès

### Jeux olympiques
- Anvers 1920
  -  Champion olympique de la vitesse individuelle
- Paris 1924
  -  Médaillé de bronze en tandem (avec Gerard Bosch van Drakestein)

### Championnats du monde amateurs
- Anvers 1920
  -  Champion du monde amateur de la vitesse
- Liverpool et Paris 1922
  -  Médaillé d'argent de la vitesse